# Louisette Thobi
Louisette-Renée Thobi Etame Ndedi, née en 1967 au Cameroun, est une athlète camerounaise, enseignante des sciences du sport et de l'éducation physique, et fonctionnaire internationale.

## Carrière
En 1992, elle participe à l’épreuve du 100m de courses de haies des Jeux olympiques de Barcelone.
En 2021, proposée par le président Paul Biya, elle est élue 7e secrétaire-générale de la Conférence des ministres de la Jeunesse et des Sports de la Francophonie (CONFEJES) et est la toute première femme dans l'histoire à occuper ce poste au sein de cette conférence ministérielle de l'Organisation internationale de la francophonie.
Avant cette élection, elle a longtemps œuvré au sein de plusieurs structures dans son pays d’origine, notamment dans l'encadrement des jeunes.
En 1998, elle a eu à coordonner les activités sportives et culturelles au sein de plusieurs institutions nationales au niveau de l'enseignement supérieur. Il s'agit notamment de l’Institut universitaire de technologie (IUT), des facultés des lettres et sciences humaines (FLSH), puis sciences économiques et de gestion appliquée (FSEGA).
Cheffe de service de l'information et des conférences pendant six ans, elle est mutée comme cheffe de service de la Coopération nationale et intra-africaine en 2006 pour le compte de l’université de Douala par le chancelier des ordres académiques du Cameroun, le Pr. Jacques Fame Ndongo, où elle s'emploie à proposer la signature de plusieurs conventions devant favoriser la formation des jeunes étudiants de cette université située dans la plus grande ville du pays.
Professeure d’éducation physique et sportive, elle a été entraîneuse nationale au sein de l’équipe nationale d’athlétisme du Cameroun, où elle a favorisé la formation et le recrutement de jeunes talents.
Elle revient à la CONFEJES où, elle a été pendant trois ans, de 2017 à 2020, directrice adjointe des programmes EPS/Sports. Portant à cœur la cause des femmes et des jeunes filles, elle occupera ainsi la responsabilité de coordinatrice des actions GTCF (Groupe de Travail CONFEJES pour la promotion et la participation des femmes et des jeunes filles dans les activités de jeunesse sport et loisir) pendant ce même mandat. Elle a représenté l’institution à plusieurs rencontres internationales. Cela convainc le président de la République du Cameroun Paul Biya à proposer sa candidature pour le poste de secrétaire générale, dans un contexte plutôt favorable à cette élection.
La campagne pour son élection est confiée par Paul Biya au ministère des Relations extérieures et conduite par le ministre délégué chargé de la Coopération avec le monde islamique Adoum Gargoum, avec le soutien de la France et du Gabon.
Pour le doyen du corps diplomatique accrédité à Yaoundé, l'ambassadeur de la République du Gabon au Cameroun, Paul Patrick Biffot : « Cette victoire était le résultat de la forte diplomatie du président Paul Biya. Le côté transversal de la candidate, qui aligne les compétences techniques, sportives et administratives, a en effet fait d’elle une candidate pour occuper efficacement le poste de secrétaire général ».
À date, Louisette-Renée Thobi est avec Mariatou Yap, secrétaire-générale de l'Organisation internationale de la protection civile (OIPC), les seules Camerounaises à diriger des institutions intergouvernementales .

## Défis et combats
Dès sa prise de fonction, les principaux défis de Louisette-Réné Thobi à la tête de la CONFEJES portent essentiellement sur :
- la redynamisation de l'institution afin de faire connaître son action dans le domaine des politiques sportives en Afrique et dans l'espace francophone[7] ;
- la mise en avant du principe de la parité comme valeur fondamentale de la francophonie fondé sur l’égalité homme-femme et la lutte contre les violences basées sur le genre. Dans cette perspective, elle essaye d’introduire avec l'approbation de la Conférence des ministres et du Bureau des programmes et politiques de plus en plus inclusives, tant sur le plan des politiques et des programmes, mais aussi des actions de l'organisation[8] ;
- réfléchir à l'élaboration des pistes de reformes de l'institution selon les termes du mandat donné par la Conférence des ministres, dont les politiques doivent désormais toucher les jeunes, qui constituent la composante la plus importante de population dans l'espace francophone. Dans la perspective de la réalisation, elle entame un pèlerinage auprès des responsables politiques et gouvernementaux de l'institution afin de recueillir leurs avis et assentiments sur les pistes à donner à ce projet soutenu par plusieurs chefs d'État, dont le président de la République du Niger Mohamed Bazoum, qui la reçoit à cet effet en mai 2023 ;
- le renforcement de la coopération entre la CONFEJES et des organisations tels que : l'Organisation internationale de la francophonie (OIF), l’Agence intergouvernementale de la francophonie (AIF), l’Association internationale des maires francophones (AIMF), l’UNESCO, la CONFEMEN, le Comité international olympique (CIO) et la Solidarité olympique (SO), l’International Paralympic Commitee (IPC), l’Agence mondiale antidopage (AMA), le Conseil supérieur du sport en Afrique (CSSA), l’Association des comités nationaux olympiques d’Afrique (ACNOA), l’Union des confédérations sportives africaines (UCSA), les Fédérations sportives internationales et les Confédérations sportives africaines, la Commission jeunesse et sports de l’océan Indien (CJSOI), la Conférence des ministres de la Jeunesse et des Sports des pays membres de la Communauté économique des États d'Afrique de l'Ouest (CMJS/CE), et l'Union africaine, les centres de recherches en Afrique et en Amérique du Nord.